# Rhutelorbus merinoi
Rhutelorbus merinoi är en insektsart som beskrevs av Webb 1981. Rhutelorbus merinoi ingår i släktet Rhutelorbus och familjen dvärgstritar. Inga underarter finns listade i Catalogue of Life.